# Экибастуз (аэропорт)
Аэропорт Экибастуз — аэропорт города Экибастуз Павлодарской области Казахстана.
Находится в 16 км юго-западнее города.

## Принимаемые типыВС
Аэродром Экибастуз 2 класса, способен принимать самолёты Ту-134, Як-42 и более лёгкие, а также вертолёты всех типов.

## История
Построен в 1990-х годах. 
В 2006 году введено новое здание аэропорта. С новым зданием аэропорт проработал 2 года, затем в 2008 году его законсервировали. 
С 2018 года решается вопрос поиска инвесторов на восстановление аэропорта.